# Деветгодишна война
Деветгодишната война (1688 – 1697 г.) е наричана от историците и с много други имена: Войната на Аугсбургската лига, Войната на Великия съюз, Войната за Пфалцкото наследство. Името Деветгодишна война е най-неутрално и затова се използва тук. Тя се води между Франция от една страна и голяма коалиция от враждебни европейски държави, наречена „Велик съюз“: Англия, Нидерландия, Австрия, Испания, Савоя, Бранденбург и други.

## Политическа обстановка и причини
След края на Нидерландската война през 1678 г. в Европа настъпва мирно десетилетие, каквото тя не познава от началото на века. То обаче не е лишено от напрежение, идващо все така от агресивната политика на френския крал Луи XIV. С неразпуснатата си армия той окупира редица области в Рейнланд и Нидерландия, като нарича това „политика на присъединенията“ (Реюнион). Много засегнати германски принцове и техните съюзници се настройват враждебно срещу Франция, но не могат да направят нищо срещу огромния ѝ потенциал, така че да я спрат. Освен това през 1683 г. Австрия и останалите владения на императора са нападнати от османските турци, които обсаждат Виена. Луи се възползва от затрудненото положение на своя основен противник и довършва Реюниона с превземането на Страсбург в Елзас и Казале в Италия (1684 г.). След това обаче той подписва примирие със засегнатите принцове в Регенсбург, в което те признават завоеванията му, а той обещава да спре.
В следващите четири години австрийската армия спечелва серия блестящи победи над турците и завладява цяла Унгария и части от Балканите. Тежестта на император Леополд I силно нараства и през 1688 г. Луи обявява, че иска компенсации за австрийското разширение. Той може да разчита само на съюза на католическия английски крал Джеймс II, но това е достатъчно, тъй като английският флот може да бъде сигурен тил за Франция. Допълнително напрежение внася отмяната на Нантския едикт през 1685 г., след което хиляди хугеноти напускат Франция и се преселват в Бранденбург, Канада или Нидерландия, донасяйки със себе си негативни впечатления за Франция. По-смислени причини за тази война не могат да бъдат открити и може да се каже, че тя е война на изчерпаното търпение и на отчаян опит на по-малките европейски сили да спрат възхода на Франция.

## Надмощие на Франция (1688 – 1690)
Войната започва на 24 септември 1688 г., когато се изостря въпросът за наследството на Пфалц. В тази важна германска държавица, толкова емблематична за борбите на протестантите през Тридесетгодишната война Луи XIV иска да постави на власт своята снаха принцесата на Орлеан, докато противниците му подкрепят рода Нойбург. Въпросът за Пфалцкото наследство е по-скоро повод, а истинската цел – да бъде принуден императорът да признае завоеванията на Луи от Реюниона, като бъде поставен между два огъня – турския от изток и френския от запад. Луи XIV обявява, че само ще превземе крепостта Филипсбург, но ако исканията му не бъдат задоволени, ще последва пълномащабна война. Вероятно той е очаквал Леополд I да остъпи, но императорът решава да се бие на два фронта и приема войната. Съвсем скоро става ясно, че изборът му е бил сполучлив. Той обаче предизвиква френска окупация на Пфалц, довела до хиляди жертви и бегълци. Този акт скандализира германските държавици и ги сплотява зад позицията на императора.
През ноември 1688 г. в Англия избухва т. нар. Славна революция. Парламентът отправя покана към нидерландския щатхаутер Уилям III да дойде и да свали законния крал Джеймс II. Победата на нидерландеца е триумф също на протестантството и на антифренския курс. Самият Уилям е заклет френски враг, а парламентът има основания да се бие с Франция заради хугенотите и заради нарушеният баланс на силите. Англия се присъединява към създадената през 1686 г. Аугсбургска лига, с което тази коалиция започва да се нарича Велик съюз. През 1690 г. към нея се присъединява и Савоя – така всички европейски сили, които имат отношение към френската агресия, се обединяват срещу Луи XIV.
Джеймс II бяга във Франция, където е приет от Луи и снабден с армия и флот. Той се отправя към населената с католици Ирландия и вдига силно въстание. Французите му осигуряват предимство по море, особено след победата им над английския флот в залива Бантри (1 май 1689 г.). Те обаче не могат да спрат Уилям III да дебаркира в Ирландия и на 1 юли 1690 г. да нанесе на въстаниците фатално поражение край река Бойн. Джеймс малодушно напуска своите земи и обрича въстанието на неуспех, макар че въстанически и френски гарнизони продължават да се държат до 1693 г., когато пада Лимерик – последната въстаническа твърдина.
В деня преди Бойн французите печелят нова победа по море – в битката при Бийчи Хед, на южното крайбрежие на Англия, в която се проявява адмирал Ан дьо Турвил. И в Нидерландия войната започва с надмощие за Франция. Херцог дьо Люксамбур печели пълна победа над съюзническата армия на принц Валдек при Фльорюс (1 юли 1690 г.). Като последица от това се стига почти до война между нидерландците и германците, което за дълъг период осуетява всякакви нападателни планове на съюзниците. Така само за два дни на 30 юни и 1 юли 1690 г. стават три значителни сражения на различни фронтове на войната, които дават предимство на Франция и показват, че дори и сама тя може да бъде непобедима. Освен това до 1690 г. французите успяват да нахлуят в Каталония и да застрашат сърцето на испанската монархия. В същото време те навлизат и на савойска територия, при което генерал Катина (по-късно първият френски маршал без благороднически произход) разбива зле организираната армия на херцога при Стафарда (18 август). Това допълва картината за френско настъпление по всички фронтове и некоординирани опити на съюзниците да го предотвратят.

## Войната се затяга (1691 – 1694)
След 1691 г. Деветгодишната война показва, че силните армии и талантливите генерали не са единственото условие за победа в един продължителен и мащабен конфликт. Вярно е, че Луи XIV има инициативата и печели победи, но той плаща огромна цена за тази демонстрация на сила. Той поддържа между 400 и 500 хиляди войници, което е огромна, нечувана за онова време армия, понякога излиза само на един фронт с войска от 100 000 души. Разходите му са смазващо бреме за френските селяни и довеждат икономиката до опасна криза.
През 1693 – 1694 г. една лоша реколта едва не предизвиква масов глад във Франция и само майсторството на нейните корсари като Жан Барт, които успяват като по чудо да се промъкнат през английската блокада, спасява монархията от катастрофа. За пръв път икономическият фактор се оказва първостепенен за воденето на една война. Френските противници също изнемогват в това отношение. Австрия не успява да отдели никакви значителни сили за войната с Франция, тъй като няма пари да ги издържа, а Уилям III е принуден да създаде Английската банка, за да може чрез нея по-добре да финансира кампаниите си.
Въпросът е как се стига дотам, че побеждаващата по море Франция да допусне налагането на английска блокада и подобна гладна криза. След смъртта на Колбер, създателят на френския военен флот, през 1683 г., отношението на морския секретариат става все по-безотговорно и въпреки победите на Турвил през 1690 г. все по-малко пари се отделят за нови кораби. През 1692 г. Турвил печели още една победа (Барфльор), но в крайна сметка е принуден да изостави флота си в залива Ла Уг, за да бъде изгорен от англичаните (22 май). Тази морска катастрофа не само осуетява плановете за прехвърлянето на Джеймс II в Англия, но и поставя самата Франция под пряка заплаха.
През 1691 г. умира Лувоа – гениалният френски военен министър, двигателят на военната машина. За това малка компенсация е, че французите превземат важната крепост Монс в Нидерландия и Монмелян в Алпите. Само продължаващите победи по суша попречват на съюзниците да осъществят повсеместна атака през 1692 г., но инициативата е в техните ръце. На 3 август Уилям III изненадва французите в лагера им при Щайнкирк, но не достатъчно и те успяват да се подредят. В последвалата битка Люксамбур печели трудна, но важна победа. И пак той побеждава съюзниците при Неервинден на 29 юли 1693 г. След тази битка става ясно, че пробив във френската отбрана от север е невъзможен. Единственото място, откъдето се прави такъв пробив, остава Прованс. Там през 1692 г. нахлуват савойски и австрийски войски, които се отнасят с местното население крайно жестоко – отмъщение за разорението на Пфалц през 1688 г. Самите селяни обаче се вдигат на борба и подкрепени от редовни части изтикват нашествениците за няколко месеца.

## Френската победа и мирът в Рийсвик (1695 – 1697)
През 1693 г. французите, по командата на опитния херцог дьо Ноай, почти стигат до Барселона и става ясно, че тя ще падне, ако на помощ не ѝ се притече силен флот. Англия изпраща адмирал Ръсел, чиято поява в Средиземно море през 1694 г. е достатъчна французите да отстъпят. Така той спасява не само Испания, но и Савоя в коалицията и отлага края на войната с три години. В края на 1694 г. обаче английският флот се връща в родни води, притеснен от подновената активност на Турвил. Това дава възможност на французите да подновят атаката.
В Нидерландия трудна за тях е годината 1695, в началото на която умира Люксамбур. Възползван от френското объркване Уилям III превзема Намюр – единствения му безспорен успех на този фронт. От 1696 г. обаче армиите на Луи XIV отново са в настъпление и при подписването на мира контролират повече от половината от това испанско владение.
През 1696 г. френската дипломация постига голям успех с изваждането на Савоя от войната. Нейният херцог не само че сключва мирен договор с Луи XIV в Пинероло, но и става негов съюзник. Савойската армия и тази на Катина са изпратени в Нидерландия, където сега французите разполагат с такава сила, че ужасяват противниците си. В навечерието на мира те постигат още един голям успех – превземането на Барселона. Когато оръжията замлъкват, Франция все още е в доминираща позиция и може да продиктува своите искания.
Преговори за мир се водят между Франция и императора още през 1692 г., когато австрийските войски търпят поражения на унгарския фронт. Леополд I е склонен да сключи сепаративен мир, ако Франция се оттегли от Пфалц и признае Уилям III, но е съгласен за техен наследник да се определи сина на Джеймс II. Тези преговори не довеждат до нищо. Истински импулс за нови мирни инициативи дава заболяването на испанския крал Карлос II – последният Хабсбург на испанския престол. Неговата смърт би отворила въпроса за Испанското наследство, а Луи иска да е в мирни отношения със заинтересованите сили, когато този момент настъпи. Освен това той се нуждае от силен партньор за обуздаване стремежите на австрийските Хабсбурги. Такъв може да е само Уилям III. Ето защо Луи XIV е странно отстъпчив на мирната конференция в Рийсвик, която от 20 септември до 30 октомври 1697 г. изработва трите мирни договора. Преди всичко той не отнема нито една педя от владенията на Испания – както се изразява един съвременник „той връща няколко снопа, за да заграби цялата нива“. Освен това с готовност признава Уилям III за английски крал. Удовлетворява и германските държавици, като се отказва от повечето си придобивки от Реюниона, с изключение на Елзас с град Страсбург. На Савоя връща Пинероло, отнет още от Ришельо през 1635 г. По този начин войната приключва набързо и всички остават в очакване как ще се развие въпросът за Испанското наследство.